# Stefano Jacini

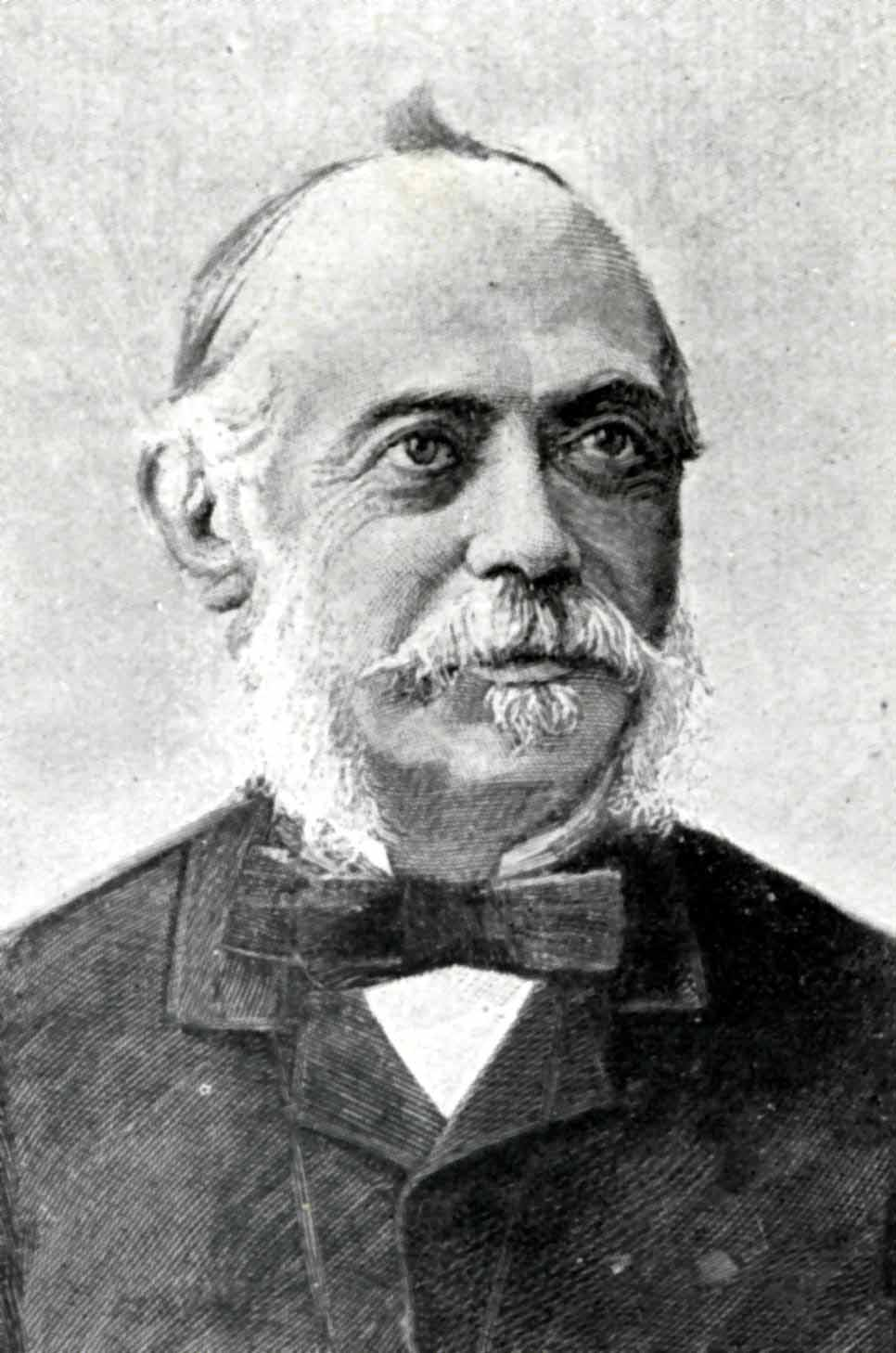
Stefano Jacini

Stefano Jacini (* 20. Juni 1826 in Casalbuttano; † 25. März 1891 in Mailand) war ein italienischer Politiker und Ökonom.

## Werdegang
Stefano Jacini war der Sohn einer alten und wohlhabenden lombardischen Familie, die neben einem ertragreichen Landgut Leinen- und Seidenweberei betrieb. Seine Schulbildung verdankte er der Fellenbergschen Anstalt in Hofwil, die er allerdings 1836 wieder verlassen musste, da die österreichische Regierung der Lombardei den Schulbesuch im Ausland untersagte. Später besuchte er verschiedene Schulen in Mailand und studierte anschließend Rechtswissenschaften an der Universität Pavia, an der er 1850 auch promovierte.  Anschließend bereiste er einen großen Teil Europas und den Orient.
Seine Schrift „La proprietà fondiaria e la popolazione agricola in Lombardia“ (Mailand 1856) wurde von der Mailänder Società d’incoraggiamento di scienze e lettere prämiert und trug ihm dort auch die Mitgliedschaft am Istituto Lombardo ein.
In seiner Schrift „Sulle condizioni economiche della Valtellina“ (Über den Zustand des Veltlins) von 1858 verurteilte er mit großer Schärfe die österreichischen Verwaltungsprinzipien.
Auch gehörte er zu den Gründern der Zeitung Perseveranza.
Den Wahlkreis Pizzighettone vertrat Jacini von 1860 bis zu seiner Ernennung zum Senator in der Camera dei deputati, als Minister verzichtete er zweimal auf sein Mandat. Jacini war zweimal Minister für öffentliche Arbeiten: im 3. Kabinett von Cavour von 1860 bis 1861,  und von 1864  bis 1867 unter Alfonso La Marmora (2. und 3. Kabinett) und im 2. Kabinett von Bettino Ricasoli. Er erwarb sich um die Entwicklung des Eisenbahn-, Post- und Telegraphenverkehrs in Italien bedeutende Verdienste; namentlich bemühte er sich sehr für das Projekt der Gotthardbahn.
Des Weiteren war er an der italienisch-preußischen Allianz im Krieg gegen Österreich beteiligt. 1870 wurde er Mitglied des Senats in Rom. Von 1881 bis 1886 war er Präsident einer Untersuchungskommission über die Möglichkeiten der Landwirtschaft in Italien und gab in dieser Funktion auch einen umfangreichen Bericht zum Thema heraus. Im Jahr 1880 wurde er mit dem Titel eines Grafen belohnt.
Weitere Schriften:
- „Due anni di politica italiana“ (Mailand 1868)
- „Sulle opere publiche in Italia“ (Mailand 1870)
- „Un po’ di commento sul trattato di Berlino“ (Rom 1878)
- „Sulla politica estera“ (Rom 1879)
- „I conservatori e la evoluzione naturale dei partiti politici in Italia“ (Rom. 1879)
- „Frammenti dell’ inchiesta agraria“ (Rom 1883)